# Alexandru Ologu
Alexandru Marius Ologu (n. 16 iulie 1989, Craiova) este un fotbalist român care evoluează la echipa Worcester City pe postul de mijlocaș.

## Carieră
A debutat pentru Universitatea Craiova în Liga I pe 15 martie 2009, într-un meci câștigat împotriva echipei Farul Constanța.